# Max Gallo
Max Gallo (Nizza, 7 gennaio 1932 – Vaison-la-Romaine, 18 luglio 2017) è stato un giornalista, storico, scrittore e politico francese.
Figlio di emigranti italiani, fu editorialista di L'Express e direttore de Le Matin de Paris.
Membro del Parlamento Europeo e del Parlamento francese nelle file del Partito Socialista, nella sua vita ricoprì molti incarichi istituzionali. Il 31 maggio 2007 fu eletto al seggio 24 dell'Académie française, precedentemente occupato da Jean-François Revel.
Nonostante il suo passato socialista, alle elezioni presidenziali del 2007 si schierò apertamente con l'UMP di Nicolas Sarkozy.
Scrittore di successo, pubblicò saggi e biografie. I suoi primi romanzi, opere di fantapolitica, furono scritti con lo pseudonimo di Max Laugham.

## Biografia
Suo padre, nativo del Piemonte, aveva lasciato la scuola dopo il diploma di scuola all'età di undici anni, mentre sua madre era originaria dell'Emilia-Romagna. La famiglia Gallo viveva a Nizza, e Max trascorse la sua infanzia attraverso la seconda guerra mondiale, l'occupazione e la liberazione di Nizza e tutti questi eventi che segneranno con intensità la sua immaginazione e il suo desiderio di confrontarsi con la storia. Tuttavia, suo padre, con temperamento cauto, indirizzò Max a studi tecnici, sognando per lui la carriera militare.

### Studi
Diplomato con maturità tecnica presso il Lycée du Parc-Impérial, a vent'anni entrò come tecnico nel settore televisivo francese presso il centro di Plateaux-Fleuris, vicino ad Antibes, dopo un anno si trasferì a Parigi per seguire corso di specializzazione tecnica. Oltre alla sua professione, Gallo studiò storia. Nel 1957, durante la guerra in Algeria, prestò servizio militare come meteorologo presso l'Aeroporto di Parigi-Le Bourget, dove Jean-Pierre Coffe aveva fondato un giornale antimilitarista chiamato Le Temps, che però fu vietato dopo tre numeri.
Abbandonò pochi anni dopo il suo incarico per diventare un tecnico di supervisione e assistente docente presso Chambéry. Conseguì quindi un dottorato in storia nel 1960 e divenne professore all'università di Nizza. Nel 1968, rifiutò il posto offertogli alla Vincennes University preferendo lavorare presso l'Istituto di Studi Politici di Parigi.

### Giornalismo
Max Gallo fu redattore de L'Express per dieci anni prima di dimettersi nel 1970. Dopo la sua esperienza di governo nel 1980, diresse un quotidiano, Le Matin de Paris. Fu impegnato con Jean-Louis Bourlanges e Yves Michaud (licenziato il 7 ottobre 2009) al programma pubblico L'Esprit public di Philippe Meyer, in onda su France Culture.

### Politica
Attivista e membro del Partito comunista fino al 1956, abbandonò questa strada per i suoi studi di storia, pur rimanendo di sinistra fino a metà degli anni novanta.
Si unì al Partito Socialista nel 1981 su richiesta di socialisti Nizza che cercavano una personalità con reputazione sufficiente per contrastare l'allora sindaco Jacques Médecin al potere da decenni. Max Gallo era così ben noto per aver pubblicato il suo romanzo sulla sua città natale, Nizza appunto, La Baie des Anges, un successo a livello nazionale e non solo. Riuscì a farsi eleggere deputato nel collegio delle Alpi Marittime nel 1981, ma fu sconfitto alle elezioni comunali a Nizza nel 1983.
Nel 1983 fu nominato Segretario di stato portavoce del terzo governo Mauroy. Il suo capo di gabinetto fu François Hollande. Lasciò il governo nel 1984 per dedicare più tempo alla sua opera letteraria e al suo mandato come parlamentare europeo 1984-1994.
Nel biennio 1992-1993 maturò la rottura con il partito socialista per fondare il Movimento dei Cittadini, di cui divenne presidente. Nel 1994 abbandonò il suo impegno politico per dedicarsi interamente alla scrittura. Nel 2005, sostenne il "no" al referendum sul Trattato costituzionale europeo. Proprio come nelle sue opere, il gollismo e bonapartismo facevano parte del suo discorso politico.
Il 13 marzo 2007 annunciò il suo appoggio a Nicolas Sarkozy per le elezioni presidenziali.

### Membro della Accademia di Francia
Dopo un tentativo fallito il 22 giugno 2000, dove la cattedra n° 10 era stata assegnata a Jean Guitton, fu eletto nel maggio 2007 all'Accademia francese al seggio n° 24, in precedenza occupato da Jean-François Revel. Con ventotto elettori, raccolse al primo turno quindici voti contro cinque per il giornalista Claude Imbert e 7 per Bernard Henri. Fu ricevuto il 31 gennaio 2008 da Alain Decaux.

### Morte
Max Gallo morì nel 2017 per le complicazioni della malattia di Parkinson, che lo affliggeva da qualche anno.

## Vita privata
Era sposato con Marielle Gallo-Boullier (nata il 19 maggio 1949 a Lons-le-Saunier), scrittrice con il nome Marielle Gallet, un avvocato di Parigi: candidata del Movimento dei Cittadini di Parigi nel quindicesimo arrondissement alle elezioni parlamentari del 1993, membro del consiglio nazionale della Sinistra moderna, fu eletta il 7 giugno 2009 deputato al Parlamento europeo nella lista europea della maggioranza presidenziale in Île-de-France. Dal matrimonio nacquero due figli: una femmina  e un maschio.

## Opere tradotte in italiano

### Saggistica e biografie
- Vita di Mussolini, Bari, Laterza, 1967.
- La notte dei lunghi coltelli. 30 giugno 1934, traduzione di Raffaele Rinaldi, Collezione Le Scie, Milano, Mondadori, 1971.
- Storia della Spagna franchista, traduzione di Silvia Brilli-Cattarini e Carla Patanè, Collana Storia e Società, Bari, Laterza, 1972.
- I manifesti nella storia e nel costume, Milano, Mondadori, 1972.
- Garibaldi. La forza di un destino, Milano, Rusconi, 1982. - Milano, Bompiani, 2000.
- Per un nuovo individualismo, traduzione di Silvana Eccher dall'Eco e Isabella Facco, Collana L'alingua n.36, Milano, Spirali, 1985.
- Lettera a Robespierre, Collana L'alingua, Milano, Spirali, 1988.

### Narrativa
- Il corteo dei vincitori. Romanzo, Milano, Rizzoli, 1973.
- Martin Gray, In nome dei miei. Testo raccolto da Max Gallo, traduzione di Francesco Saba Sardi, Collana La Scala, Milano, Rizzoli, 1984.
- Il giudice e il condottiero. Romanzo, Milano, Longanesi, 1994, ISBN 978-88-30-41263-7. - Milano, TEA, 1996.
- Caesar. L'italiano che dominò il mondo. Romanzo, Milano, Mondadori, 2004.
- Re Sole. Romanzo, traduzione di L. Serra, Collana Omnibus, Milano, Mondadori, 2008.
- Gesù, l'uomo che era Dio, San Paolo, 2012.[2]
- Caino e Abele, San Paolo, 2012.

#### Ciclo su Napoleone
Da questa serie di romanzi su Napoleone Bonaparte, fu tratto il film per la tv Napoléon di Yves Simoneau:
1. Napoleone, la voce del destino
2. Napoleone, il sole di Austerlitz
3. Napoleone, i cieli dell'impero
4. Napoleone, l'ultimo immortale

I quattro volumi sono anche raccolti in un unico libro uscito nel maggio del 2000 da parte della Arnoldo Mondadori Editore (ISBN 978-88-04-47726-6).